# HD 268743
HD 268743(다른 명칭: 샌덜릭 -66도 41; Sanduleak -66˚ 41)은 황새치자리에 위치한 OB형 성협의 구성원 중 하나이다. 다른 OB형 성협의 구성원으로는 Wo 597, Wo 599, Wo 600, Wo 622, Wo 647이 있다. 이 별의 질량은 최소한 태양의 100배 이상으로 계산되었다. 또한 이 별은 과거에 대마젤란 은하에서 가장 무거운 별이었으나 최근 발견된 R136a1에 의해 그 자리를 넘겨주었다.